# Klasa okręgowa (grupa nowosądecka II)
Klasa okręgowa, grupa nowosądecka II – jedna z 8 grup klasy okręgowej na terenie województwa małopolskiego, która jest rozgrywkami siódmego poziomu ligowego piłki nożnej mężczyzn w Polsce, stanowiąca pośredni szczebel rozgrywkowy między V ligą a Klasą A. 
Zmagania w jej ramach toczą się cyklicznie systemem kołowym. Zwycięzcy grupy uzyskują awans do V ligi, gr. małopolskiej (wschód) zaś najsłabsze zespoły relegowane są do poszczególnych grup klasy A. Organizatorem rozgrywek jest Małopolski Związek Piłki Nożnej (Małopolski ZPN).

## Zwycięzcy i drużyny awansujące
| Sezon                                                                                   | Zwycięzca grupy    | Pozostałe drużyny awansujące | Źródło |
| --------------------------------------------------------------------------------------- | ------------------ | ---------------------------- | ------ |
| 2023/2024                                                                               | Jordan Jordanów    | brak                         | [ 1 ]  |
| 2022/2023                                                                               | LKS Szaflary       | brak                         | [ 2 ]  |
| 2021/2022                                                                               | Orkan Szczyrzyc    | Zalesianka Zalesie           | [ 3 ]  |
| Od sezonu 2021/2022 drużyny awansują do V ligi, gr. małopolskiej (wschód)               |                    |                              |        |
| 2020/2021                                                                               | Jarmuta Szczawnica | brak                         | [ 4 ]  |
| 2019/2020                                                                               | Sokół Słopnice     | brak                         | [ 5 ]  |
| W sezonach 2019/2020-2020/2021 drużyny awansowały do IV ligi, gr. małopolskiej (wschód) |                    |                              |        |